# Mariette Hansson
Mariette Hansson, včasih znana kot MaryJet, švedska pevka in besedilopiska, * 23. januar 1983.

## Kariera
Leta 2009 je sodelovala v oddaji Idol, ki so jo predvajali na TV4 in je zasedla četrto mesto. 
Leta 2013 je bila kitaristka na nastopu Magnusa Ugglasa v Hamburger Börs v Stockholmu.  Leta 2014 je bila na turneji skupaj z Aceom Wilderjem, ki je nastopila na Melodifestivalen 2014. 
Na Melodifestivalen, švedskem nacionalnem predizboru za Pesem Evrovizije je nastopila štirikrat in se vsakič uvrstila v finale. Prvič je sodelovala na Melodifestivalen 2015 s pesmijo "»Don't Stop Believing«.  Nastopila je v  drugegem polfinalu in se uvrstila v finale, ki je potekal v Friends Areni ter se na koncu uvrstila na tretje mesto na tekmovanju.  Dve leti kasneje se je vrnila na tekmovanje in sodelovala na Melodifestivalen 2017 s pesmijo »A Million Years«. Nastopila je v finalu dne 11. marca 2017 in se uvrstila na četrto mesto. Leto kasneje je ponovno sodelovala na Melodifestivalu s pesmijo »For You« in v finalu zasedla peto mesto.  Na izbor se je spet vrnila leta 2020 s pesmijo »Shout It Out« s katero je v finalu končala z 51 točkami na desetem mestu. 

## Diskografija

### Album
- »In This Skin« (2008)

### EP
- »My Revolution« (2015)

### Pesmi
- »Forever« (2011)
- »If Only I Can« (2014)
- »Don't Stop Believing« (2015)
- »My Revolution« (2015)
- »A Million Years« (2017)
- »For You« (2018)
- »Shout It Out« (2020)